# Mesochra prowazeki
Mesochra prowazeki är en kräftdjursart som beskrevs av Douwe 1907. Mesochra prowazeki ingår i släktet Mesochra och familjen Canthocamptidae. Inga underarter finns listade i Catalogue of Life.